# Дарова (комуна)
Дарова (рум. Darova) — комуна у повіті Тіміш в Румунії. До складу комуни входять такі села (дані про населення за 2002 рік):
- Дарова (1710 осіб)
- Сакошу-Маре (1093 особи)
- Ходош (405 осіб)

Комуна розташована на відстані 365 км на північний захід від Бухареста, 44 км на схід від Тімішоари.

## Населення
За даними перепису населення 2002 року у комуні проживали 3208 осіб.
Національний склад населення комуни:
| Національність | Кількість осіб | Відсоток |
| -------------- | -------------- | -------- |
| румуни         | 2800           | 87,3%    |
| українці       | 350            | 10,9%    |
| угорці         | 31             | 1,0%     |
| німці          | 12             | 0,4%     |
| євреї          | 7              | 0,2%     |
| цигани         | 5              | 0,2%     |
| словаки        | 2              | 0,1%     |
| італійці       | 1              | < 0,1%   |

Рідною мовою назвали:
| Мова       | Кількість осіб | Відсоток |
| ---------- | -------------- | -------- |
| румунська  | 2810           | 87,6%    |
| українська | 352            | 11,0%    |
| угорська   | 28             | 0,9%     |
| німецька   | 10             | 0,3%     |
| циганська  | 5              | 0,2%     |
| словацька  | 2              | 0,1%     |
| італійська | 1              | < 0,1%   |

Склад населення комуни за віросповіданням:
| Релігія                                       | Кількість осіб | Відсоток |
| --------------------------------------------- | -------------- | -------- |
| православні                                   | 2481           | 77,3%    |
| п'ятдесятники                                 | 297            | 9,3%     |
| баптисти                                      | 140            | 4,4%     |
| греко-католики                                | 94             | 2,9%     |
| адвентисти                                    | 53             | 1,7%     |
| римо-католики                                 | 49             | 1,5%     |
| бретрени                                      | 33             | 1,0%     |
| старообрядці                                  | 24             | 0,7%     |
| реформати                                     | 15             | 0,5%     |
| мусульмани                                    | 1              | < 0,1%   |
| лютерани (Синодально-пресвітеріанська церква) | 1              | < 0,1%   |
| не вказали релігію                            | 6              | 0,2%     |